# Sho (munt)

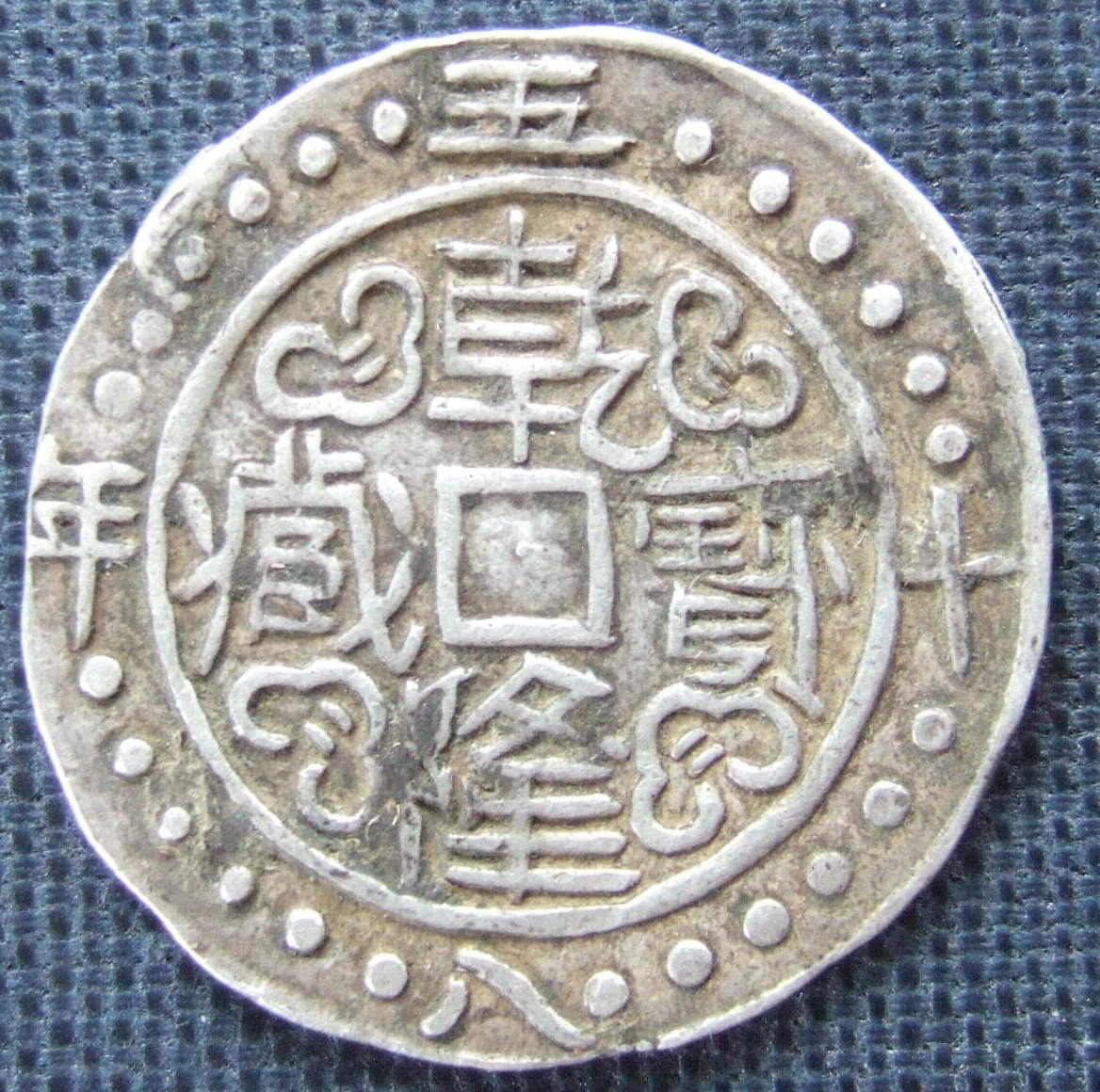
Sino-Tibetaans zilverstuk sho, gedateerd 58e jaar van het Qianlong-tijdperk, Chinees schrift, voorzijde

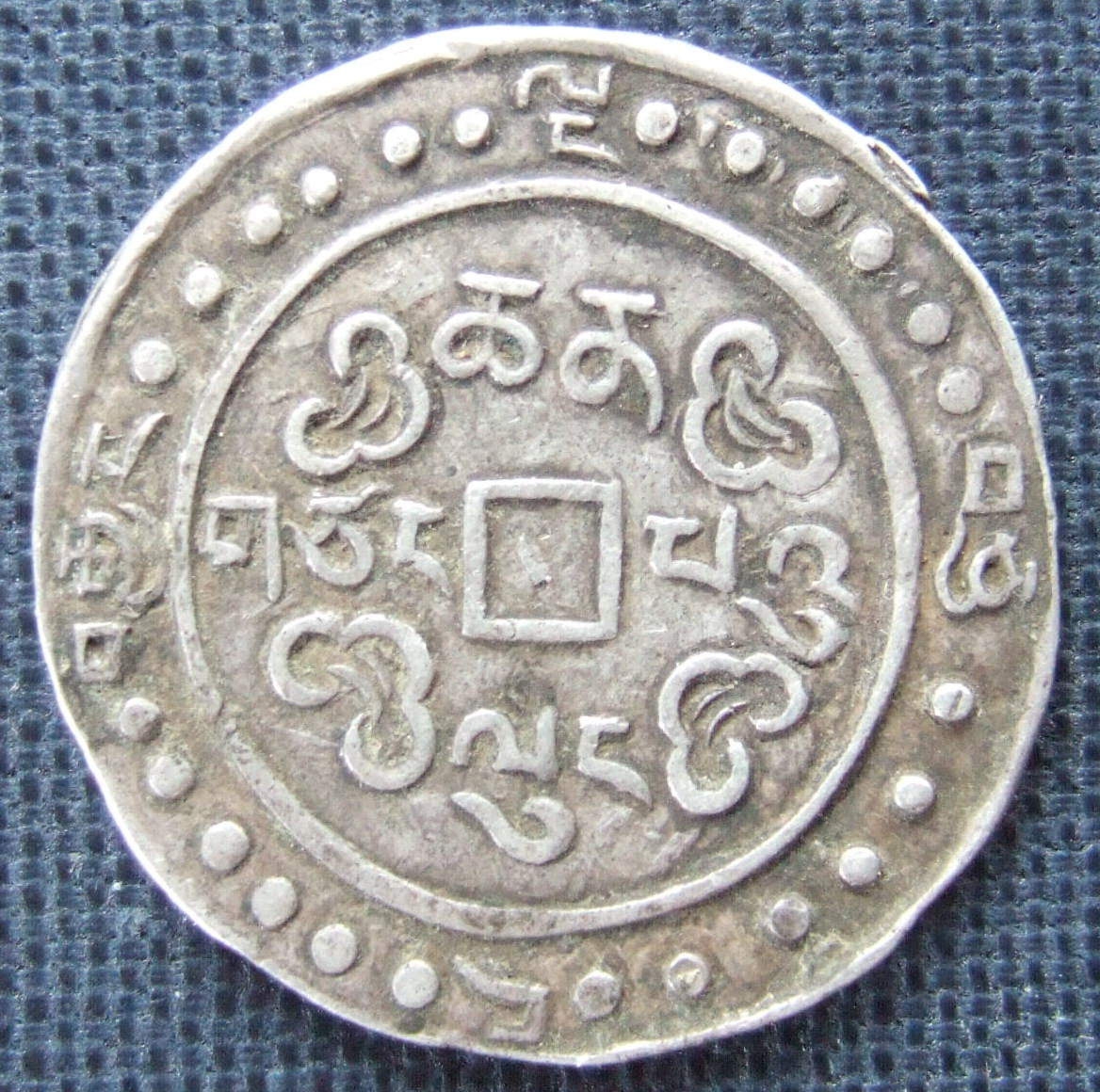
Sino-Tibetaans zilverstuk sho, gedateerd 58e jaar van het Qianlong-tijdperk, Tibetaans schrift, achterzijde

Een sho was een Tibetaans muntstuk. Eén sho had de waarde van 10 skar, van 2/3 thangka en van 1/10 srang.
Tussen 1791 en 1836 lag de zeggenschap over het Tibetaanse geld hoofdzakelijk bij de Chinese regering in overleg met de Tibetaanse autoriteiten. Er werden zilverstukken geslagen voor de sho-standaard, zoals die van 3,7 gram in het 58e, 59e en 60e jaar van de Qianlong (1793, 1794 en 1795).